# Mirina (mitología)
En la mitología griega, Mirina (en griego antiguo Μύρινα, Μυρίννη, Μυρίννα) es el personaje epónimo de varias ciudades llamadas Mirina, como la Mirina misia o la Mirina de Lemnos. Generalmente se la imagina como una de las amazonas aunque posteriormente diferentes autores le iban concediendo otras variantes.

## Diodoro Sículo
Se dice que Mirina, que reinaba entre las amazonas, constituyó un ejército de treinta mil infantes y de tres mil jinetes, apreciándose más entre ellas el uso de los jinetes en las guerras. Como armas defensivas, usaban las pieles de grandes serpientes, pues Libia produce esos animales increíbles por su tamaño, y, como armas ofensivas, espadas y lanzas y también arcos, con los que disparaban a sus perseguidores. Después de atacar el territorio de los atlantes que habitaban la llamada Cerne, vencieron en el combate y se adueñaron de la ciudad. Para aterrorizar de miedo a los habitantes se comportaron crudamente con los cautivos y degollaron a los varones en edad militar y, tras esclavizar a niños y mujeres, arrasaron la ciudad. Al transmitirse la desgracia de los cerneos a sus compatriotas, se dice que los atlantes entregaron aterrorizados las ciudades mediante un tratado y proclamaron que harían todo lo que se les ordenase y la reina Mirina, comportándose benévolamente con ellos, les concertó su amistad y fundó una ciudad homónima de sí misma en lugar de la arrasada; estableció en ella a los prisioneros y a los nativos que quisieron. Después de eso, al entregarle los atlantes excelentes regalos y votarle oficialmente notables honores, aceptó su amabilidad y proclamó que había de favorecer al pueblo. Hostigados muchas veces los nativos por las denominadas gorgonas, que eran sus vecinas, y teniendo por lo general al acecho a ese pueblo, afirman que Mirina invadió el territorio de las antes citadas, al ser solicitada por los atlantes. Cuando las gorgonas se le opusieron, se produjo una dura batalla y las amazonas, tras conseguir la victoria, aniquilaron a muchísimas de sus oponentes y capturaron no menos de tres mil; huidas las otras a cierto lugar boscoso, Mirina se dedicó a incendiar la selva, en un esfuerzo por eliminar absolutamente a este pueblo pero, como no pudo lograr su propósito, regresó hacia los límites del territorio. Despreocupándose de noche de las guardias las amazonas a causa de su euforia, las prisioneras se rebelaron y eliminaron a muchas apropiándose de las espadas de las que creían haber vencido; pero por fin, la multitud se congregó en tomo a ellas por todas partes y fueron todas aniquiladas luchando noblemente. Mirina, después de hacer el funeral en tres piras a las compañeras de expedición eliminadas, levantó tres sepulturas con grandes terraplenes, que hasta hoy son denominados Túmulos de las Amazonas. Y las gorgonas, tras prosperar de nuevo en tiempos posteriores, fueron vencidas por Perseo, en la ocasión en que reinaba sobre ellas Medusa.
Afirman que Mirina recorrió la mayor parte de Libia y, al llegar a Egipto, concertó amistad con Horus, el hijo de Isis, que reinaba entonces en Egipto, y, después de guerrear contra los árabes y eliminar a muchos de ellos, sometió Siria, mas cuando le salieron al encuentro los cilicios con regalos y aceptaron hacer lo que les ordenara, dejó libres a quienes se adhirieron voluntariamente, por lo que son llamados hasta hoy eleuterocilicios por esta causa. Venció también ella a los pueblos de alrededor del Tauro, que eran extraordinarios en vigor, y, a través de la gran Frigia, bajó al mar. A continuación, después de apoderarse del territorio costero, estableció como límites de la expedición el río Caico. Tras elegir los lugares del territorio conquistado por las armas adecuados para la fundación de ciudades, edificó muchas; de ellas, a una, la fundó homónima de sí misma (Mirina) y, a las otras, a partir de las dotadas con los más grandes poderes: Cime, Pítane y Priene. Tras sostener un combate y ganar Sípilo y Mopso y sus acompañantes, fue eliminada la reina de las amazonas, Mirina, y la mayoría de las otras.

## Otras versiones
Otras variantes nos hablan de la misma u otra Mirina, pues los mitógrafos no las diferencian bien. Unos dicen que Mirina era una hija de Creteo. Esta Mirina era la esposa de Toante, hijo de Dioniso, y era la reina de Lemnos cuando arribaron a sus costas Jasón y el resto de argonautas.  Probablemente esta fuera epónima de la Mirina de Lemnos.  En la Ilíada se menciona la tumba de Mirina, la de ágiles brincos;  que autores posteriores identificaron con la Mirina amazona.